# 82
82 (LXXXII) var ett normalår som började en tisdag i den julianska kalendern.

## Händelser

### Okänt datum
- Kejsar Domitianus blir konsul i Rom.
- Dio Chrysostom förvisas från Rom, Italien, och Bithynien efter att ha agerat rådgivare åt en av kejsarens konspirerande släktingar.
- Domitianus lämnar legionen I Minervia.

## Födda
- Seranus, romersk läkare i Mindre Asien.

## Avlidna
- Anianus, patriark av Alexandria.